# Vlkov (okres Žďár nad Sázavou)
Vlkov (katastrální území Vlkov u Osové Bítýšky, německy Wilkau) je obec v okrese Žďár nad Sázavou v Kraji Vysočina. Žije zde 285 obyvatel.
Obcí prochází železniční trať Brno – Havlíčkův Brod, na které je zřízena železniční stanice Vlkov u Tišnova a zastávka Vlkov-Osová.

## Historie
První písemná zmínka o obci pochází z roku 1349, kdy se moravské zemské desky zmiňují o Vlkovu (a dalších sídlech) jako věnu, které připisuje Jindřich z Osové své manželce Kateřině. Zde je název obce uveden v latinské zčásti zdeformované podobě „Wylkow“.
| Rok            | 1869 | 1880 | 1890 | 1900 | 1910 | 1921 | 1930 | 1950 | 1961 | 1970 | 1980 | 1991 | 2001 | 2006 | 2014 |
| Počet obyvatel | 374  | 393  | 408  | 410  | 370  | 343  | 335  | 342  | 356  | 340  | 288  | 268  | 240  | 244  | 261  |